# (8882) Sakaetamura
(8882) Sakaetamura est un astéroïde de la ceinture principale.

## Description
(8882) Sakaetamura est un astéroïde de la ceinture principale. Il fut découvert le 10 janvier 1994 à Kitami par Kin Endate et Kazuro Watanabe. Il présente une orbite caractérisée par un demi-grand axe de 2,36 UA, une excentricité de 0,21 et une inclinaison de 23,1° par rapport à l'écliptique.

## Compléments